# X-6 (航空機)
コンベア X-6
原子力飛行機用原子炉のテストベッドとして使用されたコンベアNB-36H
- 用途：実験用航空機
- 設計者：コンベア
- 製造者：
- 運用者：アメリカ空軍
- 生産数：0
- 運用状況：キャンセル

X-6（Convair X-6）は、1950年代にアメリカ合衆国のコンソリデーテッド・ヴァルティー社（コンベア社）が開発していた原子力飛行機の実験機である。1953年に開発中止となり、実機はない。

## 概要

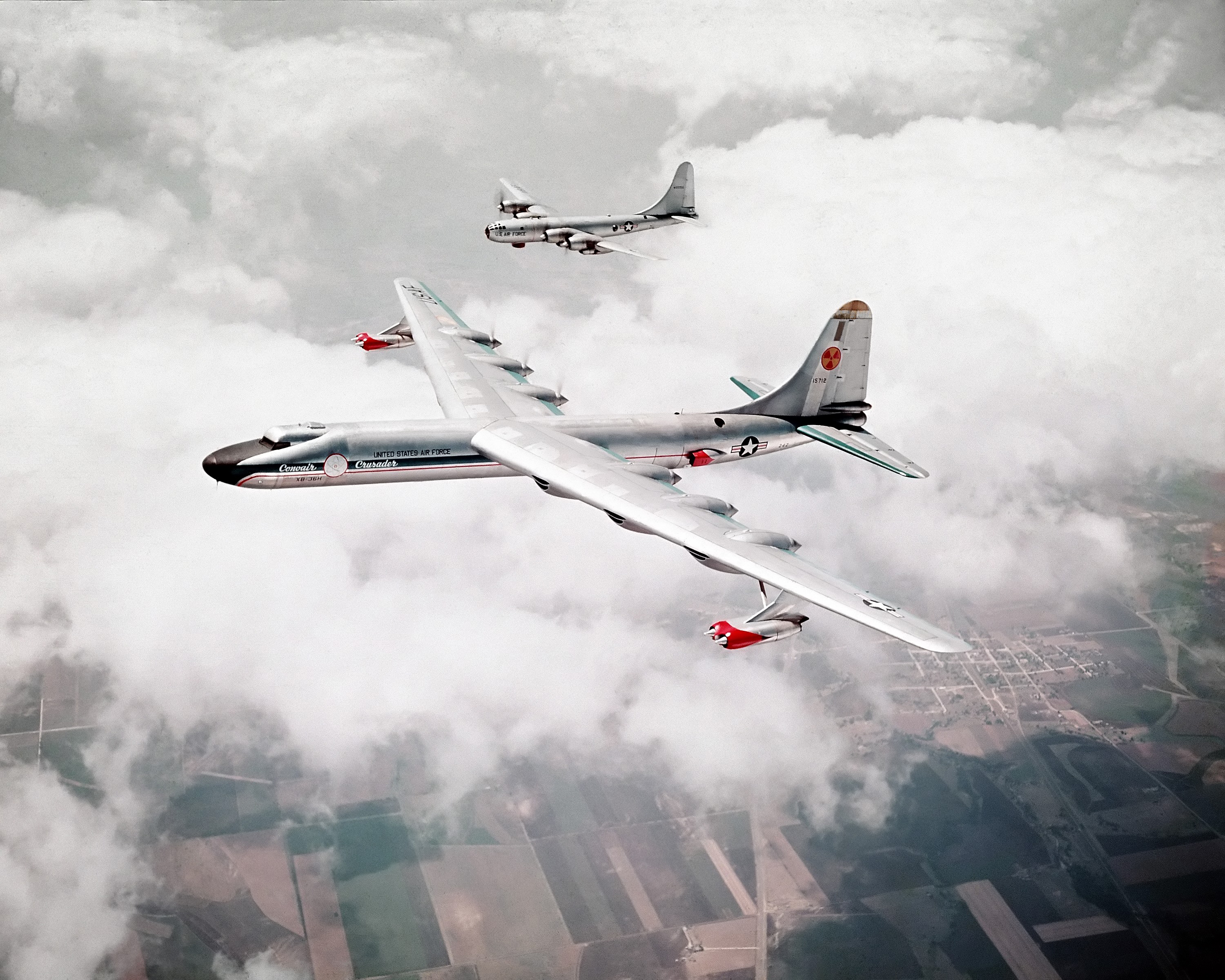
飛行中のコンベアNB-36H。原子力飛行機用原子炉のテストベッド。

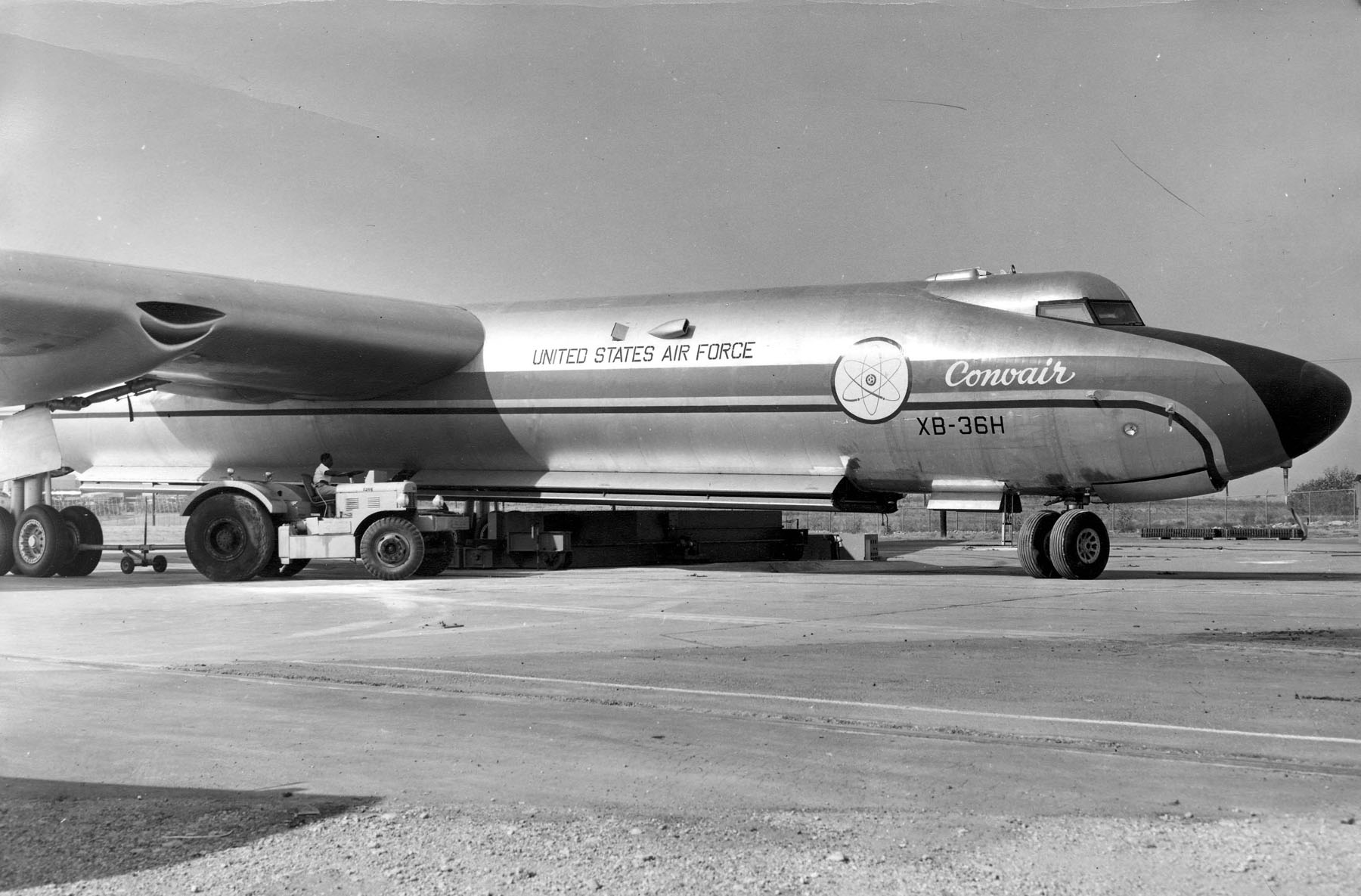
X-6計画の一環で製造されたNB-36Hの機首部分

1951年より、コンベア社とアメリカ空軍が中心になり、原子力推進機の開発が開始された。この計画にはNACAやアメリカ原子力委員会、原子炉メーカーのGE社も加わっていた。原子力推進機の利点は、燃料補給の必要が無く、人員の疲労を除けば、ほぼ無限の航続距離が得られることにある。
開発にあたっては、原子炉の放射線遮蔽試験用にB-36Hを改造したNB-36Hを1機開発し、原子力推進機であるX-6を2機製作することとなった。
X-6はB-36を改造した機体であり、機内に原子炉P-1を搭載、その熱をジェットエンジンまで導き、推力とするものである。原子炉からの熱移動にあたっては、開発当初は溶融ナトリウムを用いた間接冷却法が検討されたが、技術・重量の問題により、空気を冷却材とする直接冷却法を用いることとなった。吸入された空気は、炉心と直接接触し、その熱によって膨張する。この膨張した空気を推進力とする。なお、直接冷却式では、排気は放射能を帯びる。
冷却の問題もあることから原子炉は、空中でのみ用いるようになっており、離陸時には通常のジェットエンジンを用いることとなっていた。つまり、X-6のエンジンは主翼下に8基のターボジェットエンジンを搭載し、胴体下にJ47ジェットエンジンを改造したX39原子力ターボジェットエンジン4基を装備する。X39エンジンは空中でのみ使用する。X39エンジンは1952年9月より、原子力を用いない試験運転を開始している。
技術面・コスト面の問題により、1953年にX-6および原子力エンジンの開発は中止された。結局原子力飛行機が実現する可能性はなくなったが、技術試験の為にNB-36Hのみは1957年まで続行されている。なお、一時YB-60を改装母機とする案も出たが、この案は採用されなかった。

## 諸元
下記はNB-36のもの
出典: ジム・ウィンチェスター著、松崎豊一監訳『図説世界の「最悪」航空機大全』 原書房 2009年、98-99頁
諸元
- 乗員: 5人
- 全長: 49.38 m （162 ft）
- 全高: 14.26 m （46 ft 9 in）

- 最大離陸重量: 162,305 kg （360,000 lb）

性能
- 最大速度: 47,000 ft （420 mph）
- 巡航速度: 47,000 ft （235 mph）

## 関連
- プルート計画
- WS-125（en:Weapon system 125, en:WS-125）

### 競合機
- Tu-119